# Slinky springs to fame

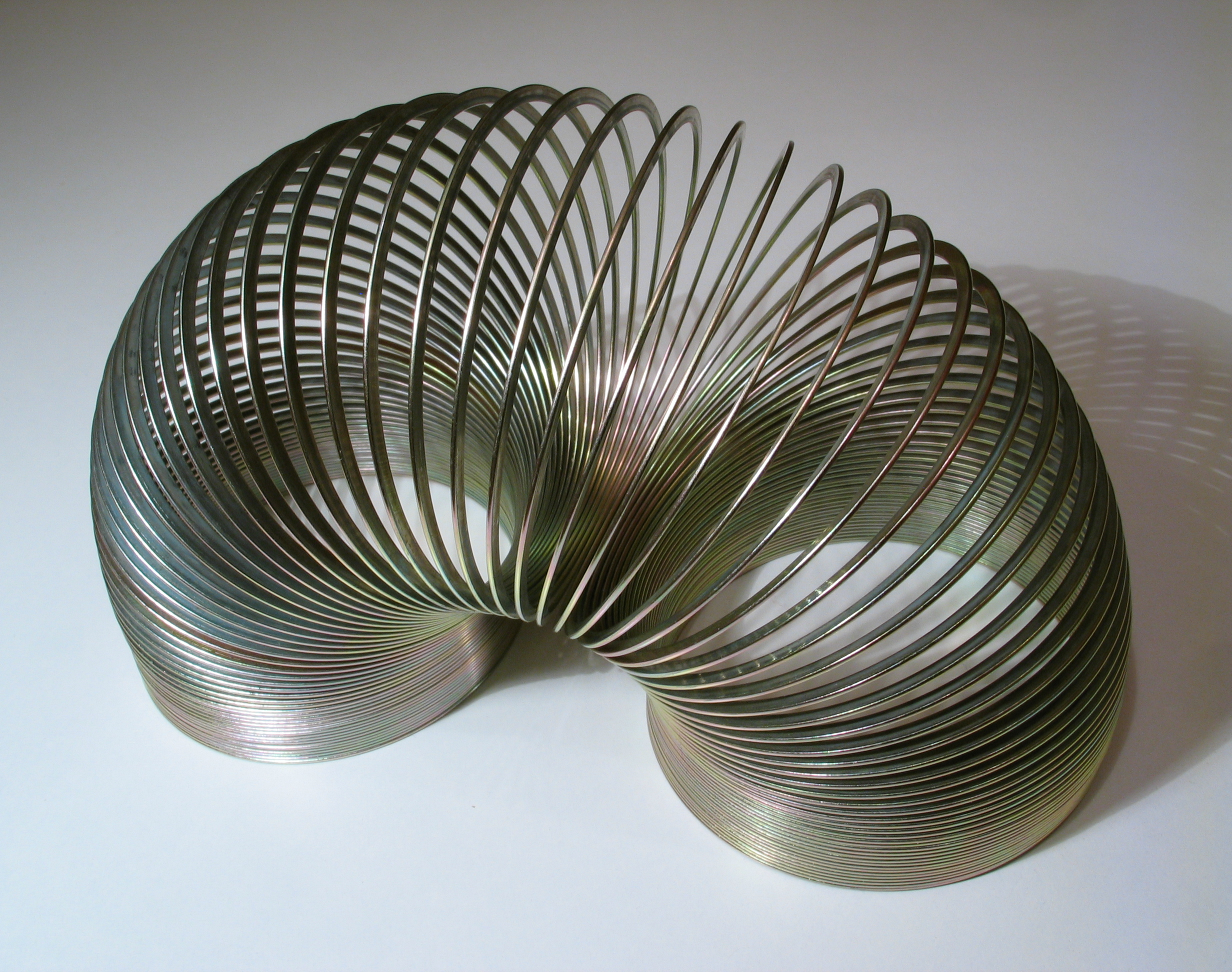
Das Spielzeug Slinky, von dem sich Rehberger inspirieren ließ

Slinky springs to fame (auch Rehberger-Brücke) ist der Name einer Fußgängerbrücke über den Rhein-Herne-Kanal bei Kanalkilometer 8,596, die in Oberhausen den Kaisergarten mit dem gegenüberliegenden Sportpark an der Lindnerstraße und dem anschließenden Landschaftsraum der Emscher verbindet.
Der Künstler Tobias Rehberger ließ sich bei dem Entwurf von Slinky inspirieren, einem aus einer Schraubenfeder bestehenden Spielzeug. Die englische Bezeichnung der Brücke ist ein Wortspiel, das mit „Ruhm für die Slinky Feder“ oder aber mit „Slinky springt ..“ bzw. „Slinky federt zum Ruhm“ übersetzt werden kann.

## Beitrag zur EMSCHERKUNST.2010
Die von Rehberger in enger Zusammenarbeit mit dem Ingenieurbüro Schlaich Bergermann Partner als begehbare Skulptur entworfene Brücke war ein Beitrag zu dem Projekt EMSCHERKUNST.2010 der Kulturhauptstadt Europas RUHR.2010. Sie gleicht einem farbigen, gewundenen und geschwungenen Band, das von einer leichten, schwingenden Wendel umwickelt wird. Die Brückenrampen verlaufen in unregelmäßigen Schleifen durch die Parkanlagen an beiden Ufern.

## Rahmenbedingungen des Projektes
Bei der Ausarbeitung des Entwurfs musste die vom Wasserstraßen- und Schifffahrtsamt vorgegebene Durchfahrtshöhe von 8 m eingehalten werden. Da das Kanalufer durch rückwärtig verankerte Spundwände gesichert ist und neben den Uferwegen verschiedene Versorgungsleitungen verlegt sind, durften die Uferstreifen nicht bebaut werden. In den Wettbewerbsbedingungen war eine hindernisfreie und behindertengerechte Nutzung der Brücke und die Erhaltung des alten Baumbestands vorgegeben.
Die Wendel, das wesentliche Element des künstlerischen Entwurfs, konnte nicht das Tragwerk der Brücke sein; sie wäre viel zu klobig und schwer für die beabsichtigte leichte und lebendige Brückenskulptur geworden. Man entschied sich daher, das farbige Band zum tragenden Element zu machen.

## Beschreibung
Die insgesamt 406 Meter lange Brücke ist eine Spannbandbrücke mit zwei Blechbändern aus hochfestem Stahl, die über schlanke 10 m hohe V-förmige Stahlstützen geführt und auf jeder Seite mit vier vertikalen Zugstangen im Boden verankert sind. Die Blechbänder sind 46 cm breit und 3 cm dick. Die Spannweite zwischen den Stützen beträgt 66 m, der Abstand zwischen den beiden Auflagern der V-Stützen beträgt jeweils 20 m.
Auf den beiden Bändern sind 2,67 m breite und 12 cm dicke Betonplatten montiert, die einen den Tartanbahnen auf Sportplätzen ähnlichen, farbigen Belag haben, der 16 verschiedene Farbtöne umfasst. Die Ränder und die Unterseiten der Platten haben jeweils denselben Farbton. An den Betonplatten sind die Geländerpfosten aus Stahlrohren und die Ringe der Wendel aus einem Aluminium-Hohlprofil montiert. Die Wendel konnte sehr leicht gehalten werden, da sie keine tragende Funktion hat. Sie hat einen Durchmesser von etwa 5 m. Spannbandbrücken sind schwingungsanfällig. Zur Dämpfung ihrer Schwingungen wurden die Dämpfungseigenschaften der Seilnetzgeländer und des federnden Belags herangezogen. Bei der Konstruktion der Brücke wurden komplexe dynamische Berechnungen und Windkanaluntersuchungen durchgeführt.
Die Rampenbrücken haben eine konstante Steigung von 6 %. Wegen des unterschiedlichen Geländeniveaus ist die südliche Rampe über dem Kaisergarten 170 m lang, die gegenüberliegende nur 130 m lang. Sie haben einen 25 cm starken Durchlaufträger aus Beton, der etwa alle 10 m auf paarweise angeordneten, schlanken Stahlrohrstützen lagert.

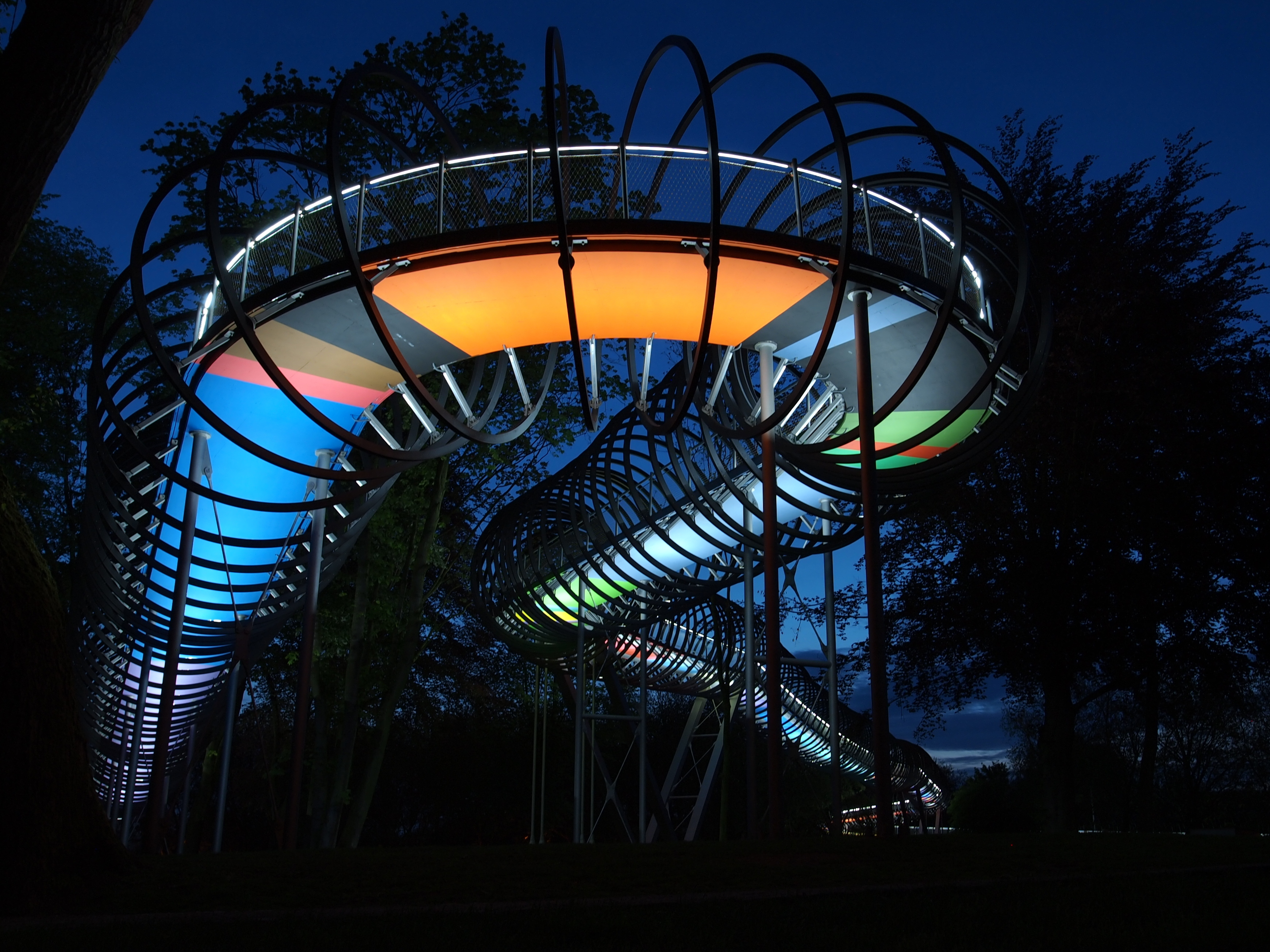
Die Brücke beleuchtet bei Nacht, im Vordergrund eine der beiden geschlängelten Brückenrampen

Nachts strahlen die in die Wendeln eingebauten 293 LED-Leuchten die farbige Fahrbahn von unten an und LED-Leuchten in den Handläufen der Geländer beleuchten die Gehfläche von oben.
Die Brücke wird häufig als Fußgänger- und Radfahrerbrücke bezeichnet, durch die Verkehrszeichen an beiden Enden ist sie jedoch Fußgängern vorbehalten.
Der Bau wurde durch die Emschergenossenschaft als Bauherrin beauftragt und begann im Dezember 2009. Die Brücke wurde am 25. Juni 2011 eröffnet.

## Auszeichnungen
- Stahl-Innovationspreis 2012[8]
- ECCS Award for steel bridges 2012, Verdiensturkunde („Certificate of Merit“)[5]
- Footbridge Awards 2014, Kategorie Mittlere Spannweite, Belobigung („highly commended“)[5]